# Sloanea sinemariensis
Sloanea sinemariensis är en tvåhjärtbladig växtart som beskrevs av Jean Baptiste Christophe Fusée Aublet. Sloanea sinemariensis ingår i släktet Sloanea och familjen Elaeocarpaceae. Inga underarter finns listade i Catalogue of Life.